# Sergent X
Pour plus de détails, voir Fiche technique et Distribution.
Sergent X est un film français de Bernard Borderie et sorti en 1960.

## Synopsis
Michel, devenu légionnaire parachutiste à la suite d'une dette de jeu et à un accident de camion, retrouve par hasard Françoise, la femme qu'il aimait, mariée avec un autre, Mangin, son patron qu'elle a épousé, lasse d'attendre son retour...

## Fiche technique
- Titre original : Sergent X
- Réalisation : Bernard Borderie
- Scénario : Ivan Loukach
- Adaptation : Bernard Borderie, Jacques Robert
- Dialogues : André Tabet
- Décors : René Moulaert
- Photographie : Claude Renoir
- Son : William-Robert Sivel
- Montage : Christian Gaudin
- Musique : Georges Auric
- Production : Ignace Morgenstern
- Société de production : Les Films Marceau
- Société de distribution : Cocinor
- Pays de production :  France
- Langue originale : français
- Format : noir et blanc — 35 mm — 1,37:1 — son Mono
- Genre : drame
- Durée : 90 minutes
- Date de sortie : France - 19 février 1960
- Affiche : Jean Mascii (France)

## Distribution
- Christian Marquand : Michel Rousseau
- Noëlle Adam : Françoise Rebaud
- Paul Guers : Henri Mangin
- Véronique Verlhac : l'infirmière
- Renaud Mary : Capitaine Robert
- Yves Barsacq : le docteur
- Joëlle Bernard : une fille
- Daniel Cauchy : Fred
- Lutz Gabor : Willy
- René Havard : Alain
- Guy Mairesse : Serge
- Moustache : Lopez
- Jean-Marie Rivière : Patrick
- Jacques Seiler : Forestier
- René Alié
- André Dumas
- Pierre Collet
- Bernard Haller
- Kolitcheff
- Jean Michaud
- Paul Pavel